# Condado de Missoula
O Condado de Missoula (em inglês:  Missoula County) é um dos condados do estado norte-americano do Montana. A sede e maior cidade do condado é Missoula. Foi fundado em 1864.
O condado possui uma área de 6 781 km², dos quais 6 717 km² estão cobertos por terra e 64 km² por água, uma população de 109 299 habitantes, e uma densidade populacional de 16,3 hab/km² (segundo o censo nacional de 2010). É o segundo condado mais populoso de Montana.